# Flavio Medina
Flavio Medina (Cidade do México, 19 de abril de 1978) é um ator mexicano.

## Biografia
Estreou na telinha na telenovela Alma de hierro (2008) interpretando um dos jovens protagonistas ao lado de Alejandro Camacho, Blanca Guerra, Angelique Boyer, Jorge Poza e Zuria Vega.
Em 2010 participou do capítulo Irma, la de los peces da série Mujeres asesinas 3 junto com Jacqueline Bracamontes e o ator Alejandro Tommasi. Nesse mesmo ano, os produtores Roberto Gómez Fernández e Giselle González ofereceram-lhe um dos papéis principais na telenovela Para volver a amar.
Em 2012 interpretou um dos antagonistas da novela Amor bravío junto com Leticia Calderón, Silvia Navarro, Cristián de la Fuente, César Évora e Laura Carmine.
Em 2013 o mesmo produtor oferece-lhe o papel de vilão principal na novela Quiero amarte, junto com Karyme Lozano, Cristián de la Fuente e Diana Bracho.
Em 2014, voltou a trabalhar com Giselle González na novela Yo no creo en los hombres, interpretando mais um antagonista e atuando com Adriana Louvier, Gabriel Soto, Alejandro Camacho, Sophie Alexander e Rosa María Bianchi. 

## Carreira

### Telenovelas
- Cuna de lobos (2019) - Francisco Larios
- La reina del Sur 2 (2019) - Zurdo Villa
- Yago (2016) - Lúcio Sarquis
- Yo no creo en los hombres (2014-2015) - Daniel Santibáñez
- Quiero amarte (2013-2014) - César Montesinos Ugarte
- Amor bravío (2012) - Alonso Lazcano González
- Para volver a amar (2010-2011) - David Magaña
- Alma de hierro (2008-2009) - Amadeo López Velasco

### Séries
- Isla brava (2023) - Alfredo Suárez
- Tríada (2023) - Eugenio Sáenz
- El colapso (2023) - Noé
- Rebelde (2022) - Gus Bauman
- Todo va a estar bien (2021) - Ruy
- Narcos: México (2020) - Juan García Ábrego
- La Casa de las Flores (2019) - Simón
- El recluso (2018) - Peniche Gómez
- El equipo (2011) - Eliseo Raya
- Mujeres asesinas (2010) - Raúl
- Mujer, casos de la vida real (2006)

### Cinema
- Ojos que no ven - (2022)
- Sonora (2019) - Aarón
- El Habitante (2018) - José
- Las Niñas Bien (2018) - Fernando
- Estar o no estar (2015) - Augusto
- Las oscuras primaveras (2014) - Sandro
- La dictadura perfecta (2014) - Salvador Garza
- Fachon Models (2014) - Jonas
- Cigarros (2013) - Sergio
- Inercia (2013) - Felipe
- Hidalgo, la historia jamas contada (2010) - Mariano
- Háblame (2010)
- Una mujer sin filtro  (2018)- Gabriel de Ortega

### Teatro
- El rey león (2015) - Scar
- La Madriguera (2012)
- Un rufián en la escalera
- El método Grönholm
- Por amarte tanto
- La casa de Bernarda Alba
- Fama
- Cabaret
- Victor Victoria
- Avenida Q
- Pegados

## Prêmios Indicações

### Prêmios TVyNovelas
| Ano  | Categoría               | Telenovela                | Resultado |
| ---- | ----------------------- | ------------------------- | --------- |
| 2020 | Melhor ator             | Cuna de lobos             | Nominado  |
| 2015 | Melhor ator antagonista | Yo no creo en los hombres | Ganhador  |
| 2013 | Melhor ator de reparto  | Amor bravío               | Ganhador  |

### Prêmios ACE
| Ano  | Categoria             | Telenovela     | Resultado |
| ---- | --------------------- | -------------- | --------- |
| 2009 | Melhor ator revelação | Alma de hierro | Nominado  |